# ديفيد آدامز
ديفيد آدامز (بالإنجليزية: David Adams)‏ هو سياسي أسترالي، ولد في 30 أكتوبر 1930. حزبياً، نشط في الحزب الليبرالي الأسترالي.